# Vejle, Fåborg-Midtfyns kommun
Vejle är en tätort i Fåborg-Midtfyns kommun i Region Syddanmark i Danmark. Tätorten har 1 058 invånare (2024). Den ligger på Fyn, cirka 11,5 kilometer nordväst om Ringe.